# Forges (Charente Marítimo)
 Forges  es una comuna y población de Francia, en la región de Poitou-Charentes, departamento de Charente Marítimo, en el distrito de Rochefort y cantón de Aigrefeuille-d'Aunis. Está integrada en la Communauté de communes de la Plaine d'Aunis.

## Demografía
| 753 | 774 | 790 | 812 | 1 003 | 991 | 1 002 | 1 061 | 1 106 | 1 233 | 1 338 | 1 158 | 1 129 | 1 002 | 917 | 906 | 905 | 892 | 894 | 893 | 994 | 866 | 922 | 929 | 753 | 845 | 759 | 718 | 714 | 805 | 786 | 903 | 1 147 |
| Para los censos de 1962 a 1999 la población legal corresponde a la población sin duplicidades (Fuente: INSEE [Consultar]) |     |     |     |       |     |       |       |       |       |       |       |       |       |     |     |     |     |     |     |     |     |     |     |     |     |     |     |     |     |     |     |       |